# ألوميني (بحيرة)
بحيرة ألوميني (بالأسبانية Lago Aluminé) هي بحيرة كبيرة وعميقة تقع في جبال الأنديز في الجزء الغربي من مقاطعة نيوكوين في الأرجنتين، بالقرب من الحدود من تشيلي. 

يتم تغذية بحيرة ألوميني بواسطة بحيرة موكيهي وهي مصدر لنهر ألوميني الذي تصب مياهه في النهاية في المحيط الأطلسي.
تقع على شاطئها الشمالي بلدة فيلا بيهينيا.